# Super-Charger Hell
Super-Charger Hell es un álbum tributo dedicado a la banda de groove metal White Zombie, con la participación de bandas como Anarchuz, Catch 22 y Disarray.

## Lista de canciones
1. «I Am Legend» - 5:06 (Anarchuz)
2. «Grindhouse (A Go-Go)» - 3:45 (Habeas Corpus)
3. «Blood, Milk and Sky» - 5:58 (Silent Stream of Godless Elegy)
4. «Black Sunshine» - 4:51 (Lesser Known)
5. «Feed the Gods» - 3:18 (Scary German Guy)
6. «Thunder Kiss '65» - 3:55 (Catch 22)
7. «El Phantasmo and the Chicken-Run Blast-O-Rama» - 3:12 (Mind Phaser)
8. «Creature of the Wheel» - 2:14 (Shallows of the Mundane)
9. «Blur the Technicolor» - 3:27 (Disarray)
10. «More Human than Human» - 5:06 (Shockwerks)
11. «Super-Charger Heaven» - 2:59 (Daemos)
12. «Warp Asylum» - 7:12 (Broke Box)